# Alberts Zvejnieks
Alberts Zvejnieks (ur. 28 grudnia 1902 w Dyneburgu, zm. 30 listopada 1987 w Rydze) – łotewski zapaśnik walczący w stylu klasycznym. Dwukrotny olimpijczyk. Zajął dziewiąte miejsce w Amsterdamie 1928 i siódme w Berlinie 1936. Walczył w wadze ciężkiej.
Chorąży reprezentacji na igrzyskach w Amsterdamie.

## Letnie Igrzyska Olimpijskie 1928
| Konkurencja | Rundy eliminacyjne       | Rundy eliminacyjne   | Rundy eliminacyjne   | Klas. końcowa |
| Konkurencja | Przeciwnik I             | Przeciwnik II        | Przeciwnik III       | Miejsce       |
| ----------- | ------------------------ | -------------------- | -------------------- | ------------- |
| +82,5 kg    | Eugen Wiesberger (AUT) P | Jorge Briola (ARG) Z | Rajmund Badó (HUN) P | 9.            |

## Letnie Igrzyska Olimpijskie 1936
| Konkurencja | Rundy eliminacyjne    | Rundy eliminacyjne | Rundy eliminacyjne       | Klas. końcowa |
| Konkurencja | Przeciwnik I          | Przeciwnik II      | Przeciwnik III           | Miejsce       |
| ----------- | --------------------- | ------------------ | ------------------------ | ------------- |
| +87 kg      | Josef Klapuch (TCH) P | Stevan Nađ (YUG) Z | Kurt Hornfischer (GER) P | 7.            |